# Astragalus junatovii
Astragalus junatovii là một loài thực vật có hoa trong họ Đậu. Loài này được Sanchir miêu tả khoa học đầu tiên.